# 孟利貞
孟利贞（？—685年），华州华阴县（今陕西省华阴市）人，唐朝官员。
其父孟神庆，高宗初年为沁州刺史，以清廉知名。孟利贞在唐高宗时受诏和少师许敬宗、崇贤馆学士郭瑜、顾胤、董思恭等编撰《瑶山玉彩》五百卷。龙朔二年（662年）奏上，唐高宗称赞，加级赐物有差。后为太子司议郎，李显为东宫太子，很害怕他。孟利贞官至著作郎，加弘文馆学士。又与许敬宗、杨思俭、顾胤、许圉师、上官仪、姚璹、窦德玄、郭瑜、董思恭、元思敬参与修撰《芳林要览》三百卷。唐睿宗（武则天临朝）垂拱初年去世。又自撰《续文选》十三卷。其兄孟允忠，垂拱年间为天官侍郎。